# ELFA
Il test ELFA (Enzyme Linked Fluorescent Assay) è un test immunoenzimatico come il test ELISA.
Il test ELFA permette di evidenziare gli antigeni, legati agli anticorpi eventualmente presenti, attraverso un procedimento in grado di rendere fluorescente il complesso antigene-anticorpo, a differenza del test ELISA che li evidenzia per mezzo di variazioni di colore.